# Zavattariornis stresemanni
Zavattariornis stresemanni là một loài chim trong họ Corvidae.
Phạm vi phân bố của loài này là rất hạn chế, chỉ thu gọn trong vùng nhiều cây keo (Acacia) có gai ở miền nam Ethiopia gần Yabello (Jabello, Yavello), Mega và Arero. Loài này có bề ngoài và tập tính giống như chim sáo, cụ thể là với Creatophora cinerea (sáo yếm thịt) ở đông và nam châu Phi.